# Boikot
Boikot ist eine spanische linke Punkband aus Madrid.

## Bandgeschichte
1987 begann die Gruppe mit kleineren Auftritten in Bars. Später folgten größere Auftritte in der spanischen Hauptstadt. 1995 trennten sie sich von ihrem ursprünglichen Label Barrabás. Die Band entschied sich, drei Alben mit südamerikanischen Einflüssen aufzunehmen. Zudem ging die Band auch auf große Südamerika-Tour in Länder wie Kuba, Kolumbien und Argentinien. In der Musik der Band lassen sich neben Punk südamerikanische Einflüsse (Rhythmen und Instrumente) finden. Auch Instrumente der Balkanhalbinsel verwendet die Band.

## Einflüsse
Neben südamerikanischen Einflüssen wurde die Gruppe auch von Bands wie The Clash, Nirvana oder Barricada beeinflusst.

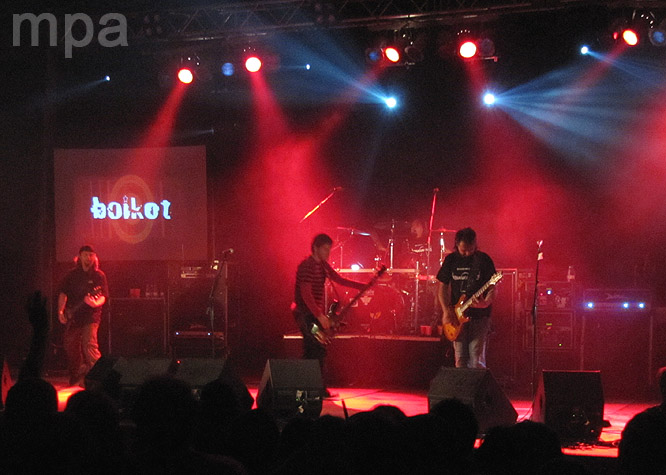
Festival Castañazo Rock 2010

## Diskografie
- 1990: Los Ojos de la Calle
- 1992: Con Perdón de los Payasos
- 1995: Cría Cuervos
- 1996: Tu Condena
- 1997: Ruta del Che - No Mirar
- 1997: Ruta del Che - No Escuchar
- 1998: Ruta del Che - No Callar
- 2000: Historias Directas de Boikot
- 2002: De Espaldas al Mundo
- 2004: Tus Problemas Crecen
- 2008: Amaneció
- 2008: Ni un paso atrás (en directo)
- 2012: Lágrimas de rabia
- 2014: Boikotea (live)